# Chigali

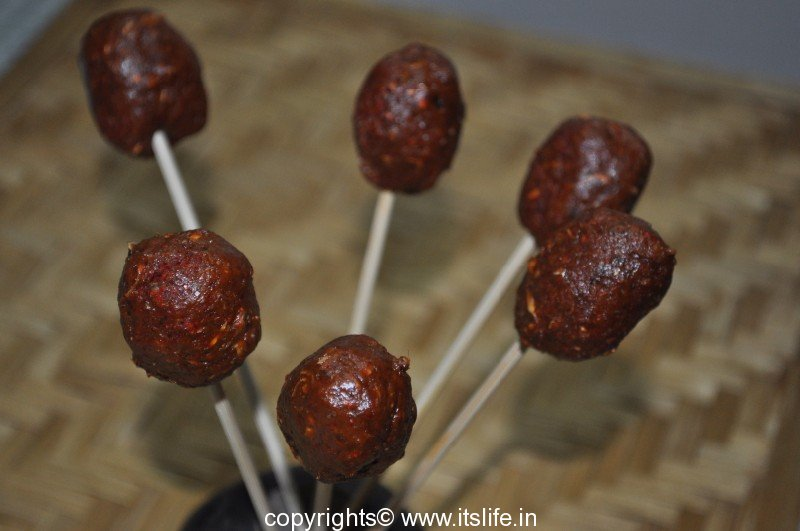
Chigali

Chigali (em canarês: ಚಿಗ) é uma popular guloseima de Tamarindo geralmente feita no sul da Índia, especialmente no estado de Carnataca. Chigali também é conhecido como Imli ki Goli no norte da Índia.